# Plac Wolności w Szydłowcu
Plac Wolności – jeden z trzech głównych placów Szydłowca, dawniej nazywany Rynkiem Składowskim lub Słomianym. Podłoże placu nie jest równe, leży on bowiem na wysokości od 225 do 228 metrów n.p.m., a jego powierzchnia wynosi 9400 m². 
Obecnie pełni funkcje komunikacyjne i handlowe, mieści się na nim dworzec autobusowy i kilka sklepów. Od placu odchodzą ulice Radomska, Kościuszki i Północna. 
Plac powstał przed 1528 rokiem, nazywany był wtedy Rynkiem Składowym, ponieważ mieścił się na nim skład żelaza. Wraz z placem powstała dzielnica zwana Składowem. Kiedy na placu zaczęły budować się pierwsze domy, mieszkańcy nie mogąc znieść hałasu, który powstawał przez układanie żelaza, zaczęli pokrywać dachy słomą, dlatego rynek zaczęto zwać Słomianym.
Nazwę plac Wolności otrzymał w II Rzeczypospolitej.